# Niklaus Peter

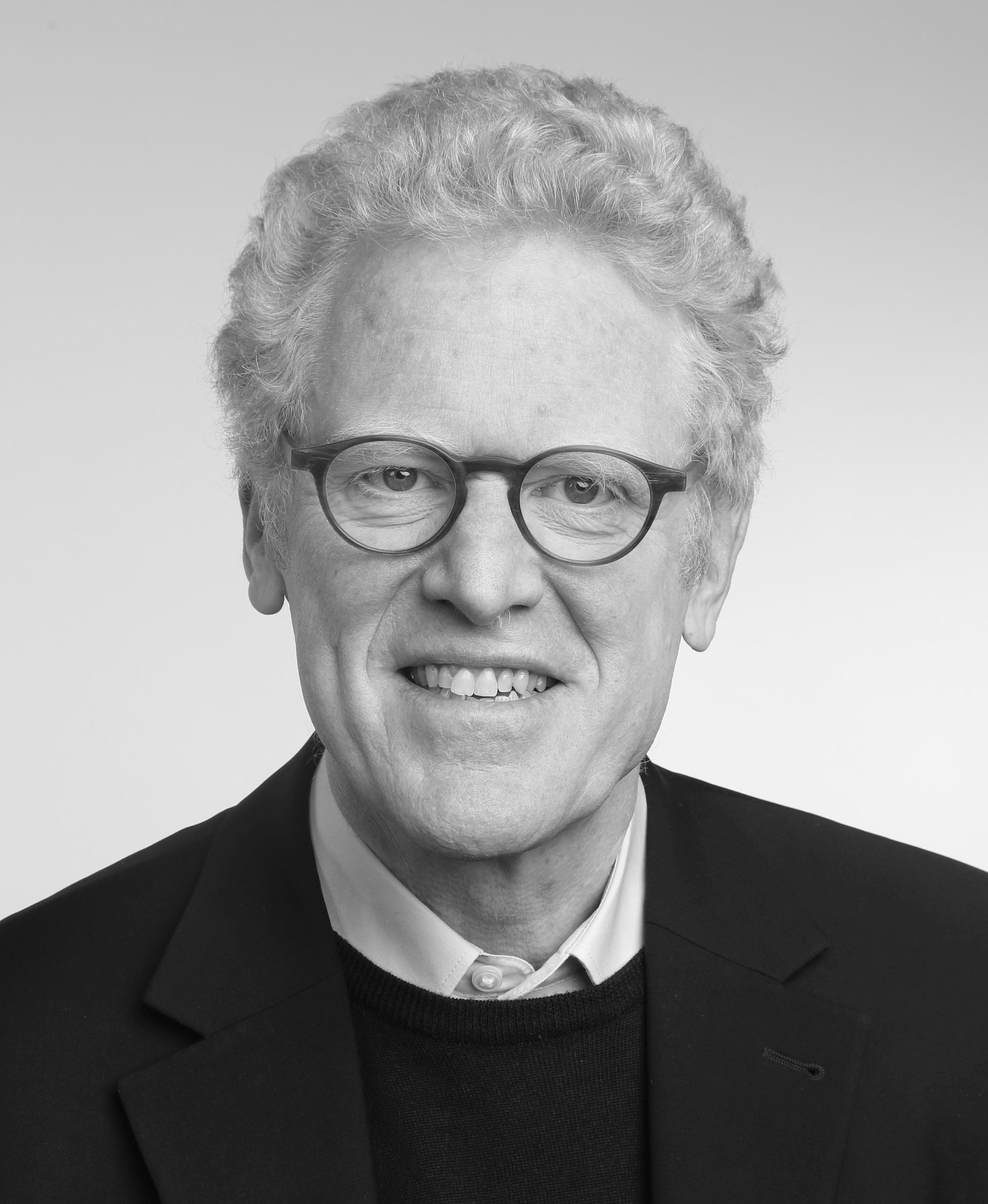
Niklaus Peter (2017)

Niklaus Peter (* 18. Juni 1956 in Zürich) ist ein Schweizer evangelisch-reformierter Theologe und Publizist.

## Leben
Niklaus Peter wuchs in Basel und Riehen auf. Er studierte Theologie an den Universitäten Basel, Berlin und Princeton sowie an der Kirchlichen Hochschule Berlin. Danach war er Assistent an der Theologischen Fakultät Basel. Seine Dissertation verfasste er über Franz Overbeck, den streitbaren Theologen und Freund Friedrich Nietzsches. Danach war er Oberassistent für Theologiegeschichte und Systematische Theologie mit Lehrauftrag. Von 1995 bis 1999 war er Universitätspfarrer und Studentenseelsorger in Bern und von 2000 bis 2004 Leiter des Theologischen Verlages Zürich. 2004 wurde er als Nachfolger von Klaus Guggisberg zum Pfarrer am Zürcher Fraumünster und 2016 zum Dekan des Pfarrkapitels der Stadt Zürich berufen, wo er bis zu seiner Pensionierung im Jahr 2021 wirkte. Niklaus Peter ist mit Vreni Peter-Barth, einer Flötistin und Enkelin von Karl Barth, verheiratet. Er hat vier Kinder.

## Publizist und Prediger
Niklaus Peter war Herausgeber wissenschaftlicher Editionen zu Friedrich Schleiermacher und Franz Overbeck. Zusammen mit Thomas Sprecher gab er Abhandlungen zum Thema Thomas Mann und die Religion heraus. Seine Publikationen umfassen theologische, geistesgeschichtliche und literarische Themen. Unter anderem veröffentlichte er Predigten. Er war Redaktor der Zeitschrift reformatio, freier Mitarbeiter der NZZ (bis 2017) und von 2015 bis 2023 Kolumnist im Das Magazin des Tages-Anzeigers. Ab 2002 war er Sprecher im Wort zum Sonntag des Schweizer Fernsehens und war Gast in der Sendung Sternstunde Religion. Als Pfarrer am Zürcher Fraumünster machte sich Niklaus Peter einen Namen über die Stadtgrenzen hinaus. Er predigte auch an Orten ausserhalb der Kirche, wie zum Beispiel am Kunstevent Manifesta 11 im Kunsthaus Zürich. Niklaus Peter stellte sich öffentlich auch kritischen Fragen, wie zum Beispiel in den Disputen mit dem Astrophysiker Ben Moore. Er präsidierte die Jury des ersten Schweizer Predigtpreises, welcher 2014 erstmals verliehen wurde.

## Veröffentlichungen (Auswahl)
- Im Schatten der Modernität. Franz Overbecks Weg zur Christlichkeit unserer heutigen Theologie, Metzler Verlag, Stuttgart 1992 (überarbeitete Fassung der Dissertation).
- Kommentierte Edition: Franz Overbeck, Werke und Nachlass, Band 1, Schriften bis 1873, hrsg. E. Stegemann und N. Peter, Metzler, Stuttgart 1994.
- Ein neuer Himmel und eine neue Erde. Texte zu christlichen Festtagen, theologischen Gestalten und Themen, Eigenverlag, Zürich 1997.
- Kommentierte Edition: Franz Overbeck – Heinrich Köselitz (Peter Gast). Briefwechsel, hrsg., eingeleitet u. kommentiert von D. M. Hoffmann und N. Peter, Textkonstitution Th. Salfinger, Supplementa Nietzscheana, Bd. 3, de Gruyter Verlag, Berlin 1998.
- Gesicht und Rätsel eines modernen Apokalyptikers?, in: Peter Villwock (Hg.), Nietzsche-Colloquium Sils Maria 2000, Schwabe Verlag, Basel 2001.
- Kommentierte Edition: Franz Overbeck, Werke und Nachlass, Band 8, Briefe, hrsg. N. Peter und F. Bestebreurtje, Metzler Verlag, Stuttgart 2008.
- Die Jakobsgeschichte. Fraumünsterpredigten, Eigenverlag, Zürich 2009 (2. Aufl.).
- Den Glauben buchstabieren. Fraumünster-Predigten zum Glaubensbekenntnis, Edition Kämbel, Zürich 2010.
- Christian Morgenstern, Max Knight: Galgenlieder / Gallows Songs. Schwabe Verlag, Basel 2010.
- Ironie und Religion, in: Zwischen Himmel und Hölle: Thomas Mann und die Religion – Die Davoser Literaturtage (2010), Thomas Mann-Studien Bd. 44, S. 17–33.
- Friedrich Schleiermacher, Über Religion. Reden an die Gebildeten unter ihren Verächtern. Synoptische Edition der Ausgaben von 1799/1806/1821, Studienausgabe, hrsg. von Niklaus Peter, Frank Bestebreurtje und Anna Büsching, TVZ, Zürich 2012.
- Predigten zur Jakobsgeschichte, Japanisch, übersetzt von Shuhei Oishi, Ichibaku Shuppansha Publishing Co, Sapporo 2014.
- Nikolaus-Predigten im Fraumünster. Antike und biblische Texte im Dialog, von Klaus Bartels und Niklaus Peter, mit Zeichnungen von Sebastian Büsching, TVZ, Zürich 2017.
- Schachfigur oder – Schachspieler. Denkmodelle und Spielzüge auf den Feldern des Lebens und der Religion. Radius Verlag, Stuttgart 2018.
- (Übers.) Frederick Buechner – Wunschdenken. Ein religiöses ABC. TVZ, Zürich 2018 (3. Aufl.).
- Maulwürfe und Sündenböcke. Aufbrüche aus der Welt des Alltäglichen, Radius Verlag, Stuttgart 2020.
- Predigten zum Buch Rut, Japanisch, übersetzt von Shuhei Oishi, Ichibaku Shuppansha Publishing Co, Sapporo 2020.
- Von Angesicht zu Angesicht. Predigten und kleine theologische Texte. TVZ, Zürich 2021.
- Himmelsleiter und Prophetenmantel. Kleine Denkstücke in Religion und Literatur. Radius Verlag, Stuttgart 2022.
- Ein Hemdlein fürs nackte Evangelium. Gedanken zu biblischen Worten. Radius Verlag, Stuttgart 2024.
- Über die Schwierigkeit, das Gute zu tun. 100 Jahre Service, Business, Freundschaft. Hrsg. G. Kohler, N. Peter, Rüffer & Rub, Zürich 2024 (100 Jahre Rotary Club Zürich)

## Auszeichnungen und Ehrungen
- 2019: Jahrespreis der Stiftung für Abendländische Ethik und Kultur (STAB)[18][19] Laudator war Iso Camartin.
- 2023: Alumnipreis der Universität Basel[20][21]

## Mitgliedschaften
- Karl Barth-Stiftung, Basel, Mitglied des Stiftungsrats[22]
- Johann Sebastian Bach-Stiftung, St. Gallen,[23][24] Mitglied
- Stiftung Nietzsche-Haus Sils Maria (bis 2018)[25]
- Schweizerische Reformationsstiftung, Freiburg, Vizepräsident (bis 2019)[26] und Mitglied
- Zwingli-Verein Stadt Zürich, Mitglied[27]
- Rotary Club Zürich, Mitglied und Präsident[28][29]
- Verein Django Notschlafstelle, Mitglied bis 2019